# Jednotka
Jednotka (со словац. — «Единица») — словацкий информационно-развлекательный государственный телеканал.

## Краткая история

### Предыстория (1956—1993)
3 ноября 1956 года Словацкий комитет по радиовещанию и телевидению на канале CST (с 1970 года назывался ČST 1), вещавшем в Словакии на первом телеканале, стала выпускать отдельные передачи под логотипом ČST Bratislava (Чехословацкое телевидение Братислава). Центром вещания изначально была Братислава, с 1962 года телеканал стал показывать в Кошице, в 1966 году — в Банске-Бистрице. В январе 1990 года Словацкий комитет по радиовещанию и телевидению на втором канале запустил канал S1.

### STV1-Jednotka (с 1993)
Начал вещание 1 января 1993 года под названием STV 1, ретрансляция F1 (c 1990 года так назывался ČST 1) на территории Словакии было прекращено. В 2004 году получил название Jednotka.
«Jednotka» — часть общественного мультиплекса телевидения Словакии.
Как государственный телеканал, Jednotka в начале и конце вещания включает в эфир исполнение национального гимна Словакии. В Новогоднюю ночь исполнение происходит на фоне салюта над Братиславским градом.

## Логотипы

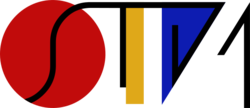
1993—1996 годы
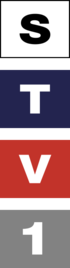
1996—1999 годы
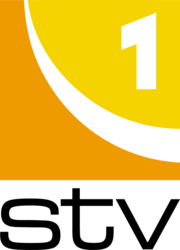
1999—2001 годы
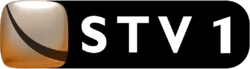
2001—2004 годы
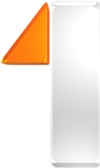
2004—2012 годы

## Транслируемые программы

### Сериалы
- Policajti z centra
- Hlavne, že sa máme radi…
- Kriminálka Staré mesto
- Zborovňa
- Zlomok sekundy
- Obchod so šťastím

### Передачи
- Milujem Slovensko[словац.]
- Nikto nie je dokonalý
- Dámsky klub
- Duel
- Góly — body — sekundy[словац.]
- O 5 minút 12
- Pošta pre teba
- Reportéri
- Slovensko v obrazoch
- Správy RTVS[словац.]
- Svet v obrazoch
- Tajomstvo mojej kuchyne
- 5 proti 5
- Superchyty
- Fidlibum

## Журналисты телеканала
| - Адела Банашова - Катка Брыхтова - Андрей Бичан - Петер Кочиш - Грегор Мареш - Бибиана Ондрейкова - Мартин Никодим - Мария Петрова - Ярмила Лайчакова-Харгашова - Кристина Кормутова - Ивета Малаховская - Соня Мюллерова - Андреа Хабронёва | - Карин Майтанова - Вильям Станкай - Ян Плесник - Янетт Штефанкова - Любомир Баяник - Симона Симанова - Люция Палшовичова - Дано Ковач - Елена Вацвалова - Оливер Андрашши - Дано Дангль - Камила Магалова |

## Логотипы[2]
- 1993—1996 годы
- 1996—1999 годы
- 1999—2001 годы
- 2001—2004 годы
- 2004—2012 годы